# Roderick MacKinnon
Roderick MacKinnon (Burlington, 19 februari 1956) is een Amerikaans professor in moleculaire neurobiologie en biofysica aan de Rockefeller-universiteit. In 2003 won hij samen met Peter Agre de Nobelprijs voor de Scheikunde voor zijn werk aan de structuur en werking van ionkanalen.

## Biografie
MacKinnon groeide op in Burlington. Hij studeerde aanvankelijk aan de Universiteit van Massachusetts in Boston, maar stapte na een jaar over naar de Brandeis-universiteit om zich meer op scheikunde te kunnen richten. Daar ontving hij in 1978 een Bachelor in biochemie. Tevens bestudeerde hij er het calciumtransport door celmembranen. Tevens ontmoette hij er zijn toekomstige vrouw, Alice Lee.
Na zijn bachelor te hebben gehaald ging MacKinnon naar de medische school aan de Tuftsuniversiteit. Hij kreeg in 1982 zijn M.D., en kreeg training in Internal Medicine aan Beth Israel Hospital in Boston. Hij voelde zich echter niet thuis in een medisch beroep, dus keerde hij in 1986 terug naar Christopher Miller aan Brandeis voor postdoctorale studies. In 1989 werd hij assistent-professor aan de Harvard-universiteit. Hier maakte hij kennis met methodes voor röntgendiffractie.
In 1996 vertrok hij naar de Rockefeller-universiteit als professor en hoofd van het laboratorium voor moleculaire neurobiologie en biofysica. Hier begon hij te werken aan de structuur van het kaliumkanaal. Deze kanalen zijn van belang in het zenuwstelsel en het hart.
Zijn prijswinnende onderzoek deed MacKinnon grotendeels aan de Cornell High Energy Synchrotron Source (CHESS) van de Cornell-universiteit, en aan de National Synchrotron Light Source (NSLS) van het Brookhaven National Laboratory. Een belangrijke bijdrage betrof de opheldering van driedimensionele structuren van ionkanalen in zenuwcellen. Dankzij die structuren kunnen wetenschappers de selectiviteit van ionkanalen begrijpen – waarom een bepaald type kanaal het ene ion (kalium) wel doorlaat en het andere (natrium) niet.
In 1999 deelde MacKinnon de Albert Lasker Award for Basic Medical Research met Clay Armstrong en Bertil Hille. In 2000 werd hij verkozen tot lid van de United States National Academy of Sciences. Hij heeft nog tal van andere prijzen gewonnen, waaronder in 2000 de Rosenstiel Award en in 2001 de Gairdner Foundation International Award. Sinds 2007 is hij buitenlands lid van de Koninklijke Nederlandse Akademie van Wetenschappen.